# Воловичи (род)
Воло́вичи — польско-литовский дворянский и графский род герба «Богория», владевший Святской усадьбой под Гродно.
Родоначальником их был Грынько Ходкевич (Григорий Федорович) Волович, конюший великого князя Литовского (1459). Из его внуков Григорий Богданович был послом в Москве (1563), а Остафий Богданович — канцлером великого князя Литовского (1579—1587).
Каштелян меречский (1794) Антоний Волович (1750—1822) после Третьего раздела Польши присягнул на верность Пруссии и получил от короля Фридриха Вильгельма III графский титул (1798). Этот титул в дальнейшем был подтверждён за ним и его потомками в российском Царстве Польском. Однако, представители других ветвей рода оставались нетитулованными дворянами. 
Род этот в конце XVI века разделился на несколько ветвей, из которых в конце XIX в. существовало четыре, внесенных в VI и I части родословной книги Минской, Могилёвской, Гродненской и Ковенской губерний. Многие из его представителей занимали в XVI, XVII и XVIII вв. высокие должности в Литве.

## Описание герба
В щите овальном с золотою окраиною и графскою короною, в красном поле, шесть серебряных болтов, концами по три вместе соединённых, а шляпками обращённых к поперечнику щита, наподобие двух трезубцев.
В короне три страусовые пера. В опорах два великана в венках на голове и бёдрах, опирающиеся на палицы. Герб графов Волловичей внесён в Часть 1 Гербовника дворянских родов Царства Польского, стр. 27.

## Известные представители
- Волович, Андрей:[править]  -  Волович, Андрей Иванович (ок. 1570—1614) — государственный деятель Великого княжества Литовского, хорунжий великий литовский.
  -  Волович, Андрей (1750—1822) — польский католический епископ Куявский и Калишский.
- Волович, Антоний (1750—1822) — Каштелян меречский (1794), сенатор-каштелян Царства Польского (с 1817), основатель графской ветви рода.
- Волович, Антоний Эразм (1711—1770) — религиозный и церковный деятель Речи Посполитой, католический епископ луцкий.
- Волович, Владислав (1615—1668) — государственный и военный деятель Великого княжества Литовского.
- Волович, Григорий Богданович (ум. 1577) — государственный деятель Великого княжества Литовского, дипломат, господарский дворянин.
- Волович, Евстафий:[править]  -  Волович, Евстафий (около 1520—1587) — государственный деятель Великого княжества Литовского, гуманист и просветитель.
  -  Волович, Евстафий (1572—1630) — религиозный и церковный деятель Речи Посполитой, католический епископ виленский.
- Волович, Иероним (?—1636) — государственный деятель Великого княжества Литовского, подканцлер литовский.
- Волович, Мартиан Доминик (ум. 1712) — государственный деятель Великого княжества Литовского.
- Волович, Михаил (1806—1833) —  участник польского восстания 1830—1831 годов и руководитель партизанского отряда на Слонимщине в 1833 году.
- Волович, Павел (?—1630) — государственный деятель Великого княжества Литовского.